# Euparkerella tridactyla
Euparkerella tridactyla är en groddjursart som beskrevs av Eugenio Izecksohn 1988. Euparkerella tridactyla ingår i släktet Euparkerella och familjen Strabomantidae. IUCN kategoriserar arten globalt som sårbar. Inga underarter finns listade i Catalogue of Life.